# قائمة الجامعات في آيسلندا
هذه قائمة بالجامعات في آيسلندا.

## الجامعات والكليات
هناك سبع جامعات في أيسلندا كما يحددها القانون. لا يوجد تمييز بين الجامعات البحثية وكليات التعليم العالي الأخرى. يشار إلى كلا النوعين باسم "háskóli" محليًا.
| المؤسسة                | تاريخ التأسيس | الموقع   | النوع  | عدد الطلاب      |
| ---------------------- | ------------- | -------- | ------ | --------------- |
| جامعة آيسلندا الزراعية | 2005          | هفانييري | حكومية |                 |
| جامعة بيفروست          | 1918          | بيفروست  | خاصة   | ~ 1,100         |
| كلية جامعة هولار       | 1106          | هولار    | حكومية |                 |
| جامعة آيسلندا للفنون   | 1998          | ريكيافيك | خاصة   | ~ 452 (2009)    |
| جامعة ريكيافيك         | 1998          | ريكيافيك | خاصة   | ~ 3,200 (2012)  |
| جامعة أكوريري          | 1987          | أكوريري  | حكومية | ~ 1,400 (2007)  |
| جامعة أيسلندا          | 1911          | ريكيافيك | حكومية | ~ 14,000 (2010) |